# Sylvain Pfund
Sylvain Pfund (Ginevra, 3 giugno 1998) è un giocatore di football americano svizzero che gioca nel ruolo di defensive back per i Geneva Seahawks.